# یوگی بابو
یوگی بابو (انگلیسی: Yogi Babu؛ زادهٔ ۲۲ ژوئیهٔ ۱۹۸۵) کمدین و بازیگر هندی است که در فیلم‌های تامیل ایفای نقش می‌کند. او سه مرتبه برنده جایزه سینمایی مجله آناندا ویکاتان به خاطر بازی در فیلم‌های فرمان خدا (۲۰۱۶)، کولام - پودر کوکیلا (۲۰۱۸) و خدایی که سوار بر اسب می‌شود (۲۰۱۸) گردید.

## فیلم‌شناسی
- یوگی (۲۰۰۹)
- نوجوان (۲۰۱۰)
- مسیر شاه (۲۰۱۱)
- قطار چنای (۲۰۱۳)
- شجاعت (۲۰۱۴)
- چیزی تصادفی (۲۰۱۴)
- من (۲۰۱۵)
- تخم کلاغ (۲۰۱۵)
- روح (۲۰۱۵)
- رمو (۲۰۱۶)
- فرستنده (۲۰۱۷)
- ۱۲-۱۲-۱۹۵۰ (۲۰۱۷)
- بالون (۲۰۱۷)
- ازدحام جمعیت (۲۰۱۸)
- کولام - پودر کوکیلا (۲۰۱۸)
- خدایی که سوار بر اسب می‌شود (۲۰۱۸)
- محدودیت پادشاه (۲۰۱۸)
- سرکار (۲۰۱۸)
- ۱۰۰ (۲۰۱۹)
- پترومکس (۲۰۱۹)
- دلقک (۲۰۱۹)
- بیگیل (۲۰۱۹)
- آغاز (۲۰۱۹)
- اکشن (۲۰۱۹)
- دربار (۲۰۲۰)
- سفر (۲۰۲۱)
- سلطان (۲۰۲۱)
- کارنان (۲۰۲۱)
- دکتر (۲۰۲۱)
- کاخ ۳ (۲۰۲۱)
- هی دلبر عصبانی (۲۰۲۲)
- جانور (۲۰۲۲)
- جک و جیل (۲۰۲۲)
- فیل (۲۰۲۲)
- عشق امروز (۲۰۲۲)
- وارث (۲۰۲۳)
- تامیلاراسان (۲۰۲۳)
- زندانبان (۲۰۲۳)
- جوان (۲۰۲۳)
- جنگجوی بزرگ (۲۰۲۳)
- بیگانه (۲۰۲۴)
- قصر ۴ (۲۰۲۴)